# سعد أباد (غرمسار كرمان)
سعد أباد (بالفارسية: سعدآباد) هي منطقة سكنية تقع في إيران في قسم مردهك الریفي. يقدر عدد سكانها بـ 1,294 نسمة .